# Algueirão - Mem Martins
Algueirão-Mem Martins é uma freguesia portuguesa do município de Sintra, com 16,37 km² de área e 68 649 habitantes (censo de 2021). A sua densidade populacional é 4 193,6 hab./km².
A freguesia caracteriza-se por duas zonas distintas, uma urbana (Algueirão, Mem Martins, Mercês e Tapada das Mercês) e outra com características rurais (Sacotes, Coutinho Afonso, Raposeiras, Casal da Mata, Recoveiro, Baratã, Pexiligais e Barrosa). Existe ainda uma zona industrial demarcada situada no Bairro de S. Carlos. 
Tem por oragos São José, Nossa Senhora da Natividade e Nossa Senhora das Mercês.
Em 2021 era a maior freguesia de Portugal, em população residente.

## História
A freguesia de Algueirão-Mem Martins foi criada pelo Decreto-Lei n.º 44147, de 05/01/1962, com lugares desanexados das freguesias de S. Pedro, Santa Maria e Rio de Mouro, e a sua sede elevada à categoria de vila em 1 de fevereiro de 1988.. A sua sede está na vila homónima de Algueirão - Mem Martins.

## Demografia
A população registada nos censos foi:
| Distribuição da População por Grupos Etários | Distribuição da População por Grupos Etários | Distribuição da População por Grupos Etários | Distribuição da População por Grupos Etários | Distribuição da População por Grupos Etários |
| -------------------------------------------- | -------------------------------------------- | -------------------------------------------- | -------------------------------------------- | -------------------------------------------- |
| Ano                                          | 0-14 Anos                                    | 15-24 Anos                                   | 25-64 Anos                                   | > 65 Anos                                    |
| 2001                                         | 11831                                        | 8384                                         | 36310                                        | 6032                                         |
| 2011                                         | 12381                                        | 7552                                         | 38179                                        | 8138                                         |
| 2021                                         | 10505                                        | 8364                                         | 38495                                        | 11285                                        |

## Origem do Nome
O nome Algueirão vem da palavra árabe al-gayrân, plural de algar que significa caverna ou gruta. Já o nome Mem Martins poderá originar do cavaleiro medieval que viveu nesta região, Martim Escorso, assim como poderá provir do apelido dos filhos deste cavaleiro, Martins, ou seja "filho de Martim".

## Património
- Capela de Nossa Senhora da Natividade
- Capela do Sagrado Coração de Jesus
- Ermida de Nossa Senhora das Mercês
- Casal dos Choupos
- Cruzeiro de Mem Martins
- Cruzeiro do Seisal
- Cruzeiro de Sacotes
- Ermida de São Romão
- Estação Ferroviária(Gare) de Algueirão-Mem Martins(lugar de Fanares)
- Moinho da Cavaleira
- Ruínas de A-dos-Ralhados
- Ruínas de Casal de Vale de Milho
- Ruínas de Casais de Baixo
- Solar Pombalino da Tapada das Mercês

## Lugares
- A-dos-Ralhados
- Algueirão-Velho
- Algueirão-Novo
- Alto do Mirouço
- Baratã
- Barrosa
- Bairro da Boa Vista
- Bairro de São Carlos
- Bairro de Casal de São José
- Bairro das Eiras
- Bairro dos Três Amigos do Alto Mirador
- Bairro da Nova Imagem
- Bairro da Cavaleira(junto ao Casal de São Romão)
- Bairro Lopes
- Bairro da Quinta de Santa Teresinha
- Bela Vista
- Casais de Mem Martins(Curral da Cova, Tapada, Caneiras,...)
- Casal da Mata
- Casal das Luvas
- Casal do Choupos
- Casal de Maria Dias
- Casal dos Passarinhos
- Casal de Vale de Milho
- Casal de São Romão
- Casais de Baixo
- Casal Afonso
- Cabecinho da Mó
- Condomínio do Jardim do Cedro
- Condomínio da Fonte do Pinhal
- Condomínio de Casal das Lenas
- Condomínio dos Arcos
- Condomínio Villa Rosa
- Condomínio Villa Orquídea
- Condomínio Villa Hortencia
- Condomínio de Sacotes
- Cova do Ouro
- Coutinho Afonso
- Entre Vinhas
- Fanares de Cima/do Algueirão
- Fanares de Baixo/de Mem Martins
- Mercês
- Mem Martins
- Pexiligais
- Penedo do Mocho
- Penedo da Vigia
- Pinhal da Formiga
- Quinta de Butler
- Quinta de Fanares
- Quinta do Recanto
- Quinta da Lagoa
- Raposeiras
- Recoveiro
- Sacotes
- Telhal
- Torre do Forcão
- Urbanização do Pinhal/da Beirobra
- Urbanização da Coopalme do Algueirão
- Urbanização do Cabeço da Fonte
- Urbanização de Jardins Poente/Mem Martins Poente
- Urbanização de Casal da Cavaleira
- Urbanização de Casal de Ouressa
- Urbanização da Tapada das Mercês

## Associações desportivas
Existem diversas associações desportivas na freguesia que abrangem as modalidades de atletismo, futebol, escalada, karate, dança, etc..
- Mem Martins Sport Clube
- GIMNOANIMA - Associação Desportiva de Sintra
- União Recreativa da Mercês
- Recreios Desportivos do Algueirão
- Progresso Clube
- Arsenal 72
- «Associação Desportiva Real Academia»

## Associações culturais
Existem diversas estruturas profissionais e associações culturais em Algueirão - Mem Martins que desenvolvem trabalhos na área do teatro para infância e público em geral, animação e recriações históricas.
Como por exemplo os grupos de jovens:
- SMA - Sempre Mais Alto, Algueirão 
- GJMM - Grupo de jovens de Mem Martins, Mem Martins
- GJM - Grupo de jovens das Mercês, Mercês

## Cultura

### Gastronomia
Uma das principais pastelarias da freguesia de Algueirão - Mem Martins é o Galeão, que teve desde sempre uma grande importância social local, pois está localizado junto à estação de comboios, ligando-se assim ao movimento diário da população que vai e volta de Lisboa. Uma das suas especialidades é o bolo-rei.

## Política
Atualmente o presidente da Junta de freguesia é Valter Januário, eleito para o seu terceiro mandato pelo Partido Socialista (PS).
A assembleia de freguesia foi eleita nas eleições autárquicas de 2021.
Resultados:
| Partido                 | Partido                        | Votos  | %               | +/-   | Mandatos | +/-     |
| ----------------------- | ------------------------------ | ------ | --------------- | ----- | -------- | ------- |
|                         | Partido Socialista             | 7 003  | 32,08 / 100,00  | 12,87 | 8 / 21   | 3       |
|                         | PSD-CDS-A-MPT-PDR-PPM-RIR      | 5 537  | 25,36 / 100,00  | 1,63  | 6 / 21   | Estável |
|                         | Coligação Democrática Unitária | 2 337  | 10,70 / 100,00  | 0,58  | 2 / 21   | Estável |
|                         | CHEGA                          | 2 288  | 10,48 / 100,00  | Novo  | 2 / 21   | Novo    |
|                         | Bloco de Esquerda              | 1 520  | 6,96 / 100,00   | 0,70  | 1 / 21   | Estável |
|                         | Pessoas–Animais–Natureza       | 948    | 4,34 / 100,00   | 0,35  | 1 / 21   | Estável |
|                         | Iniciativa Liberal             | 797    | 3,65 / 100,00   | Novo  | 1 / 21   | Novo    |
|                         | LIVRE                          | 328    | 1,50 / 100,00   | -     | 0 / 21   | -       |
| Votos Inválidos         | Votos Inválidos                | 1 073  | 4,92 / 100,00   | 0,10  |          |         |
| Total                   | Total                          | 21 831 | 100,00 / 100,00 |       | 21 / 21  |         |
| Eleitorado/Participação | Eleitorado/Participação        | 56 508 | 38,63 / 100,00  | 2,02  |          |         |